# Discografia de Bae Suzy
A discografia de Bae Suzy, uma cantora e atriz sul-coreana, consiste em um extended play, três singles, quatro singles promocionais e nove trilhas sonoras. Ela fez sua estreia como solista em janeiro de 2017 com o lançamento do EP Yes? No?.

## Álbuns

### Singleálbuns
| Título               | Detalhes | Melhores posições nas paradas | Vendas         |
| Título               | Detalhes | KOR                           | Vendas         |
| -------------------- | --- | ----------------------------- | -------------- |
| Dream (com Baekhyun) | - Lançamento: 7 de janeiro de 2016 - Gravadora: MYSTIC Entertainment e LOEN Entertainment - Formatos: CD e Download digital | 1                             | - KOR: 36,900+ |

## Extended plays
| Título        | Detalhes                                                                                             | Melhores posições nas paradas | Melhores posições nas paradas | Vendas         |
| Título        | Detalhes                                                                                             | KOR                           | US World                      | Vendas         |
| ------------- | --- | ----------------------------- | ----------------------------- | -------------- |
| Yes? No?      | - Lançamento: 23 de janeiro de 2017 - Gravadora: JYP Entertainment - Formatos: CD e Download digital | 2                             | 15                            | - KOR: 11,020+ |
| Faces of Love | - Lançamento: 29 de janeiro de 2018 - Gravadora: JYP Entertainment - Formatos: CD e Download digital | 6                             | —                             | - KOR: 8,899+  |

## Singles

### Como artista principal
| Título                                                                                   | Ano  | Melhores posições nas paradas | Vendas (DL)       | Álbum                |
| Título                                                                                   | Ano  | KOR                           | Vendas (DL)       | Álbum                |
| ---------------------------------------------------------------------------------------- | ---- | ----------------------------- | ----------------- | -------------------- |
| "Dream" (com Baekhyun)                                                                   | 2016 | 1                             | - KOR: 1,660,267+ | Dream                |
| "Pretend"                                                                                | 2017 | 2                             | - KOR: 1,059,209+ | Yes? No?             |
| "Yes No Maybe"                                                                           | 2017 | 19                            | - KOR: 448,108+   | Yes? No?             |
| "Don't Wait For Your Love" (com Park Won)                                                | 2017 | 16                            | - KOR: 117,608+   | Lançamento sem álbum |
| "I'm in Love with Someone Else" (다른 사람을 사랑하고 있어)                              | 2018 | 3                             | —                 | Faces of Love        |
| "Holiday" (feat DPR Live)                                                                | 2018 | 17                            | —                 | Faces of Love        |
| "—" indica lançamentos que não figuraram nas paradas ou não foram lançados nessa região. |      |                               |                   |                      |

### Como artista convidado
| Título                                                                                   | Ano  | Melhores posições nas paradas | Vendas (DL) | Álbum         |
| Título                                                                                   | Ano  | KOR Gaon                      | Vendas (DL) | Álbum         |
| ---------------------------------------------------------------------------------------- | ---- | ----------------------------- | ----------- | ------------- |
| "Before This Song Ends" (JJ Project feat. Suzy)                                          | 2012 | 139                           | —           | Bounce        |
| "I Won't Do Bad Things" (narração do B1A4 pela Suzy)                                     | 2012 | —                             | —           | In The Wind   |
| "Together in Love" (com Show Luo)                                                        | 2015 | —                             | —           | Reality Show? |
| "—" indica lançamentos que não figuraram nas paradas ou não foram lançados nessa região. |      |                               |             |               |

## Outras canções cartografadas
| Título                                                                                   | Ano  | Melhores posições nas paradas | Vendas (DL)    | Álbum    |
| Título                                                                                   | Ano  | KOR Gaon                      | Vendas (DL)    | Álbum    |
| ---------------------------------------------------------------------------------------- | ---- | ----------------------------- | -------------- | -------- |
| "다 그런거잖아 (Sick And Tired)" (feat. Reddy)                                           | 2017 | 71                            | - KOR: 25,389+ | Yes? No? |
| "취향 (Les Préférences)"                                                                 | 2017 | —                             | - KOR: 18,392+ | Yes? No? |
| "난로 마냥 (Question Mark)"                                                              | 2017 | —                             | - KOR: 16,980+ | Yes? No? |
| "꽃마리 (Little Wildflower)"                                                             | 2017 | —                             | - KOR: 18,157+ | Yes? No? |
| "—" indica lançamentos que não figuraram nas paradas ou não foram lançados nessa região. |      |                               |                |          |

## Trilhas sonoras
| Título                                                                                   | Ano  | Melhores posições nas paradas | Melhores posições nas paradas | Vendas (DL)       | Álbum                            |
| Título                                                                                   | Ano  | KOR Gaon                      | KOR Billboard                 | Vendas (DL)       | Álbum                            |
| ---------------------------------------------------------------------------------------- | ---- | ----------------------------- | ----------------------------- | ----------------- | -------------------------------- |
| "Dream High" (com Taecyeon, Wooyoung, Kim Soo-hyun e JOO)                                | 2011 | 41                            | —                             | —                 | Dream High OST                   |
| "Winter Child (겨울아이)"                                                                | 2011 | 12                            | —                             | - KOR: 1,004,966+ | Dream High OST                   |
| "So Many Tears (눈물이 많아서)"                                                          | 2011 | 7                             | 10                            | - KOR: 1,103,111+ | Me Too, Flower OST               |
| "You're My Star"                                                                         | 2012 | 23                            | 41                            | - KOR: 389,878+   | Dream High 2 OST                 |
| "I Still Love You (그래도 사랑해)"                                                       | 2012 | 15                            | —                             | - KOR: 523,715+   | Big OST                          |
| "Don’t Forget Me (나를 잊지말아요)"                                                      | 2013 | 12                            | 5                             | - KOR: 590,321+   | Gu Family Book OST               |
| "Why Am I Like This (왜 이럴까)"                                                         | 2015 | 22                            | —                             | - KOR: 175,074+   | The Time We Were Not in Love OST |
| "Ring My Bell"                                                                           | 2016 | 18                            | —                             | - KOR: 343,613+   | Uncontrollably Fond OST''        |
| "When It's Good"                                                                         | 2016 | 84                            | —                             | - KOR: 26,583+    | Uncontrollably Fond OST''        |
| "—" indica lançamentos que não figuraram nas paradas ou não foram lançados nessa região. |      |                               |                               |                   |                                  |

## Singles promocionais
| Ano  | Título                                       | Produto           |
| ---- | -------------------------------------------- | ----------------- |
| 2012 | "Come Out If You Love Me" (com Achtung)      | Bean Pole CF      |
| 2012 | "Classic" (com Taecyeon e Wooyoung do 2PM)   | Reebok Classic CF |
| 2012 | "Moments" (com Duk Won do Broccoli, You Too) | Canon CF          |
| 2014 | "Wind, Wind, Wind"                           | Bean Pole CF      |

## Composições
| Canção                      | Ano  | Álbum                   | Artista(s) | Letra     | Letra | Música    | Música     |
| Canção                      | Ano  | Álbum                   | Artista(s) | Creditado | Com   | Creditado | Com        |
| --------------------------- | ---- | ----------------------- | ---------- | --------- | ----- | --------- | ---------- |
| "I Caught Ya"               | 2015 | Colors                  | miss A     | Sim       | —     | Não       | —          |
| "When It's Good" (좋을땐)   | 2016 | Uncontrollably Fond OST | Bae Suzy   | Sim       | —     | Sim       | —          |
| "취향" (Les Préférences)    | 2017 | Yes? No?                | Bae Suzy   | Sim       | —     | Não       | —          |
| "난로 마냥" (Question Mark) | 2015 | Yes? No?                | Bae Suzy   | Sim       | —     | Sim       | Jo Hyun-ah |